# Огонь из преисподней (фильм, 1997)
«Ого́нь из преиспо́дней» (англ. Fire down below) — американский боевик режиссёра Феликса Энрике Алькалы. Фильм был выпущен в США 5 сентября 1997 года и стал режиссёрским дебютом Ф. Алькалы.

## Сюжет
Друг агента АООС США Джека Таггерта погибает при странных обстоятельствах. Вскоре Джек узнает, что несколько агентов АООС и ФБР при загадочных обстоятельствах погибли в том же районе. Руководство АООС направляет его проверить поступивший анонимный сигнал о захоронении ядовитых отходов, найти свидетелей и разобраться с ситуацией. Выполняя указания, Джек выясняет, что ко всему этому причастна команда угольного магната Орина Хэннера-старшего. Именно они занимаются складированием и хранением в заброшенной угольной шахте огромного количества ядовитого химического продукта, который способен уничтожить все живое в долине. Шериф городка подкуплен, а все его жители живут в страхе перед бандой, которой руководит слабохарактерный Хэннер-младший. Таггерт завязывает отношения с Сарой Келлогг. Жители города сторонятся Сары, потому что она была обвинена в убийстве своего отца, но не была осуждена. Брат Сары изнасиловал её в детстве, о чём стало известно отцу Сары, в ходе конфликта его убивает брат Сары, который работает на Хэннера. Едва не погибнув, Таггерт раскрывает место захоронения ядовитых отходов, но Хэннера всего лишь штрафуют за нарушение закона об окружающей среде. Выясняется, что даже непосредственный начальник Таггерта подкуплен Хэннером. Тогда Таггерт вынуждает Хэннера-младшего дать показания против своего отца, чтобы обвинить того в убийстве, рэкете, подкупе и терроре. Во время ареста Хэннер-старший предпринимает последнюю попытку избавиться от Таггерта, пробуя собственноручно застрелить его, однако терпит поражение и отправляется за решётку.

## В ролях
| Актёр              | Роль                   |
| ------------------ | ---------------------- |
| Стивен Сигал       | Джек Таггерт           |
| Марг Хелгенбергер  | Сара Келлогг           |
| Гарри Дин Стэнтон  | Коттон Гарри           |
| Стивен Лэнг        | Эрл Келлогг            |
| Брэд Хант          | Орин Хэннер мл.        |
| Левон Хелм         | Преподобный Боб Гудолл |
| Крис Кристофферсон | Орин Хэннер ст.        |
| Марк Колли         | Люк                    |
| Алекс Харви        | Симс                   |
| Эд Брюс            | Шериф Ллойд            |
| Амелия Нейборс     | Эди Карр               |
| Ричард Мазур       | Фил Пратт              |
| Рэнди Трэвис       | Кен Адамс              |
| Марти Стюарт       | в роли самого себя     |
| Трэвис Тритт       | в роли самого себя     |
| Эрни Лайвли        | Тодд                   |
| Джеймс Мэтерс      | Маршалл Адамс          |

## Съёмочная группа
- Режиссёр
  - Феликс Энрикес Алкала
- Продюсеры
  - Уильям Гилмор
  - Джулиус Нассо
  - Стивен Сигал
  - Джеб Стюарт
  - Рональд Дж. Смит
- Сценаристы
  - Джеб Стюарт
  - Фил Мортон
- Оператор
  - Том Хотон
- Композитор
  - Ник Гленни-Смит
- Художники
  - Джо Элвс (художник-постановщик)
  - Розанна Нортон (художник по костюмам)
  - Брюс Гибесон (художник по декорациям)
- Монтаж
  - Роберт Ферретти

## Приём критиков
Фильм получил негативные отзывы критиков, с показателем 11 % на Rotten Tomatoes. Фильм оказался ещё одним финансовым провалом: в первый уик-энд собрал только 6 миллионов долларов. Хотя фильм описывается более успешным, чем «В смертельной опасности» (1994), но в прокате на внутреннем рынке фильм собрал $ 16 228 448.

## Награды и номинации
В 1997 году фильм был номинирован на 4 премии «Золотая малина»
- худший фильм года
- худший актёр — Стивен Сигал
- худшая кинопесня — «Fire Down Below»
- худшая экранная пара — Стивен Сигал и его гитара